# 遺伝子多型
遺伝子多型（いでんしたけい、Gene polymorphism）とは、集団内で複数の対立遺伝子がその遺伝子座を占める状態（多型）のことである。加えて、各対立遺伝子が一般に多型と見なされるためには、少なくとも1％の割合で集団に存在する必要がある。
遺伝子多型は、ゲノムのどの領域でも発生する可能性がある。多型の大部分は眠っている状態（遺伝子の機能や発現を変化させない状態）である。いくつかの多型は表現型として現れる。たとえば、犬の場合、E遺伝子座はE、Em、Eg、Eh、eとして知られる5つの異なる対立遺伝子を持ちうる。これらの対立遺伝子の様々な組み合わせが、犬の体毛に見られる色素沈着とパターンに寄与している。